# Los amantes crucificados
Los amantes crucificados (近松物語 Chikamatsu Monogatari?, Una historia de Chikamatsu) es una película dramática japonesa de 1954 dirigida por Kenji Mizoguchi y escrita por Matsutarō Kawaguchi. Es una adaptación de la obra bunraku de 1715 de Chikamatsu Monzaemon, Daikyōji mukashi goyomi.

## Sinopsis
En el Kioto de 1683, Mohei (Kazuo Hasegawa), que trabaja para el impresor imperial, es acusado de ser el amante de Osan, la esposa de su amo, a través de una serie de desafortunadas coincidencias. Dado que el adulterio es un delito castigado con la crucifixión, Osan (Kyôko Kagawa) decide abandonar el hogar conyugal, cansada del comportamiento libertino de su marido, y huye de casa junto con Mohei. Sin embargo, este comportamiento parece confirmar las acusaciones de las que se les acusa, por lo que el impresor Ishun (Eitarô Shindô) da órdenes a sus guardias de buscar a los dos delincuentes por toda la región. Durante la fuga, Mohei se declara inesperadamente ante la mujer, confesándole que está realmente enamorado de ella poco antes de que ella decida suicidarse.
En este punto Osan también se enamora de Mohei y deciden continuar la fuga juntos. Los dos se refugian en la casa del padre de Mohei pero son descubiertos. El marido de Osan decide ocultarlo todo para evitar el escándalo, mientras Mohei es arrestado. Sin embargo, su padre lo ayuda a escapar durante la noche, logra localizar a Osan y los dos ya no quieren separarse. Ahora la noticia empieza a difundirse y todo el país está informado de ello. Sukeemon es destituido de su trabajo por no denunciar a los dos amantes y Osan y Mohei son condenados a crucifixión, el castigo por adulterio. Mientras desfilan entre la multitud en señal de vergüenza, los dos se dan la mano y sonríen felices.

## Elenco
- Kazuo Hasegawa como Mohei
- Kyōko Kagawa como Osan
- Eitarō Shindō como Ishun
- Eitarō Ozawa como Sukeyemon
- Yōko Minamida como Otama
- Haruo Tanaka como Gifuya Dōki
- Chieko Naniwa como Okō
- Ichirō Sugai como Genbei
- Tatsuya Ishiguro como Isan
- Hiroshi Mizuno como Kuroki
- Hisao Tōake como Morinokoji
- Ikkei Tamaki como Jūshirō Umegaki
- Kimiko Tachibana como Umetatsu Akamatsu
- Keiko Koyanagi como Okaya

## Estreno y recepción
La película se presentó en competición en el Festival Internacional de Cine de Cannes de 1955.
Fue incluida en la lista de las «200 mejores películas japonesas de todos los tiempos» de 1999» de los críticos, realizada por la revista de cine Kinema Junpo. El Lexikon des internationalen Films (Léxico del cine internacional) define la película como «una adaptación cinematográfica épicamente amplia e inmensamente convincente de un drama de 1716; Impresionantemente fotografiado y ambientado atmosféricamente».
En 2017, se presentó una versión restaurada digitalmente en 4K de la película en el Festival internacional de Cine de Venecia y el Festival Internacional de Cine Histórico de Kioto. La versión restaurada también fue presentada en el Film Forum de Nueva York en 2018 y en el Museo de Arte de Berkeley y el Archivo de Cine del Pacífico (BAMPFA) en 2021 como parte de sus retrospectivas sobre el director de fotografía Kazuo Miyagawa.

## Premios
- Premio Blue Ribbon de 1954 al mejor director para Kenji Mizoguchi[13]